# Manuel Alvar
Manuel Alvar López (Benicarló, Castellón, 8 de julio de 1923-Madrid, 13 de agosto de 2001) fue un filólogo, dialectólogo y catedrático español.
Su Manual de dialectología hispánica y sus estudios de campo, plasmados en sus atlas lingüísticos y etnográficos, son referencias ineludibles de la filología hispánica, en cuyo ámbito Alvar es considerado una institución. Miembro de la Real Academia Española desde 1974 (ocupó la silla T y la dirigió entre 1988 y 1991) y de la Real Academia de la Historia desde 1999.

## Biografía
Comenzó los estudios de Filosofía y Letras en la Universidad de Zaragoza aunque se licenció en la Universidad de Salamanca en 1945; se doctoró en la Universidad de Madrid en 1946. Obtuvo el Premio Menéndez Pelayo de investigación del CSIC por su tesis El habla del campo de Jaca (1948). En 1948 obtuvo en oposición la plaza de catedrático de Gramática Histórica de la Lengua Española, con tan sólo 25 años, en la Universidad de Granada. 
En 1968 se trasladó a la Universidad Autónoma de Madrid, donde obtuvo la cátedra de Lengua Española (la primera que se creó en España) y finalizó su carrera docente en la Universidad Complutense de Madrid. Dedicó medio siglo a la docencia y a la investigación de la historia del español, de la toponimia y de las variantes dialectales del español peninsulares y americanas. Se significó especialmente por su preocupación por la presencia del español actual en el mundo. 
En este sentido fue miembro del Consejo Asesor del Departamento de Español Urgente de la Agencia EFE entre 1980 y 1996. Fue también profesor visitante en la Universidad de California.
Fue padre del también catedrático y lexicógrafo Manuel Alvar Ezquerra, del catedrático de filología románica Carlos Alvar, del investigador y doctor en medicina tropical Jorge Alvar Ezquerra, del catedrático de filología latina Antonio Alvar Ezquerra, del catedrático e historiador experto en Historia Antigua Jaime Alvar Ezquerra y del profesor universitario y especialista en la España del Siglo de Oro Alfredo Alvar Ezquerra.

## Obra
A lo largo de su ingente obra, abordó gran variedad de materias: lingüística románica, historia de la lengua, geografía lingüística, dialectología hispánica, historia de América, judeo-español, romancero sefardí, toponimia, crítica literaria, literatura medieval (moderna y contemporánea), ensayo, poesía, traducción, etc. 
Sus trabajos sobre dialectología son pioneros en el ámbito hispánico: 
- Atlas Lingüístico y Etnográfico de Andalucía (ALEA).
- Atlas Lingüístico y Etnográfico de las Islas Canarias[4] (ALEICan) en el Instituto de Estudios Canarios.
- Atlas Lingüístico y Etnográfico de Aragón, Navarra y la Rioja (ALEANR).
- Léxico de los Marineros Peninsulares (ALMP).
- Atlas Lingüístico y Etnográfico de Santander (ALESan).
- Atlas Lingüístico de España y Portugal (ALEP).
- Atlas Linguarum Europae (ALE).
- Atlas lingüístico de Castilla y León.
- Gran Atlas Lingüístico de Hispanoamérica (ALH).

Destacan también:
- Manual de dialectología hispánica: el español de América (Barcelona, Ariel, 1996).
- Manual de dialectología hispánica: el español de España (Barcelona, Ariel, 1996).

También estudió el dialecto riojano (El dialecto riojano, Madrid, Gredos, 1976) y el idioma aragonés (Estudios sobre el dialecto aragonés [sic], CSIC, 1987), al que hasta sus últimos años siempre consideró un dialecto del latín (así como el castellano).
Gran conocedor de la literatura antigua, realizó numerosas ediciones de textos medievales, del romancero viejo y de la literatura tradicional y popular (incluida la sefardí), pero también se interesó por algunos autores contemporáneos (El mundo novelesco de Miguel Delibes, Madrid, Gredos, 1987). Su obra, de una extensión formidable, abarca alrededor de 170 libros y más de 600 artículos científicos.

## Distinciones
Fue miembro correspondiente de la Academia Mexicana de la Lengua, y fue distinguido como miembro honorario de más de una docena de academias españolas, europeas y americanas. Fue galardonado con el Premio Nacional de Ensayo y con el Premio Nacional de Investigación del CSIC. También recibió los premios Antonio de Nebrija y el Award Excellence in Research (State University de Nueva York). Asimismo, obtuvo la Encomienda con placa de la Orden de Alfonso X el Sabio y la Gran Cruz de la Orden de Alfonso X el Sabio. Fue doctor honoris causa en numerosas universidades españolas y extranjeras. La Universidad de San Juan (Argentina) tiene un Instituto de Investigaciones Lingüísticas y Filológicas que lleva su nombre. En 2003 la Comunidad de Madrid denominó a la Biblioteca Pública del Estado en Madrid, con el nombre del lingüista. 